# Syncephalis nigricans
Syncephalis nigricans är en svampart som beskrevs av Tiegh. 1878. Syncephalis nigricans ingår i släktet Syncephalis och familjen Piptocephalidaceae.   Inga underarter finns listade i Catalogue of Life.